# Детска радост
„Детска радост“ (изписване до 1945 година: „Детска радость“) е българско списание, излизало в София между 1910 и 1947 година като двуседмична библиотека от илюстровани приказки за деца и юноши.
Уредник на тази библиотека е Христо Тодоров, който на четвъртата година от излизането на списанието става негов редактор под името Христо Т. Хаджиев. След известно време списанието става месечно. Промяната настъпва през 1923 г., когато редактор на списанието става Ран Босилек. През 1922-1943 г. като приложение на списанието излиза детското вестниче „Врабче“. Девизът на „Детска радост“ е „Чрез хубавото и приятното към полезното и красивото“.
Сътрудници на детското списание са Асен Разцветников, Васил Стоянов, Гео Милев, Дора Габе, Елисавета Багряна, Калина Малина, Никола Фурнаджиев, Христо Радевски, Чичо Стоян.